# Bhurloka
Bhurloka (Bhūrloka) je sanskrtski izraz, ki pomeni zemeljski svet.
V hinduizmu pomeni bhurloka zemeljski svet ljudi in osrednji svet pod nebesnim obročem in nad podzemljem v Triloki; tudi ploščo s sedmimi obročastimi celinami (otoki) in prav toliko krožnimi morji. Osrednji del zemlje je Džambudvipa, ki jo obdaja slani ocean imenovan Lavanoda, v njenem srdišču pa se dviga Meru.